# Bidprentje
Een bidprentje ('gedachtenisprentje' of 'doodsprentje') is een prentje dat veelal wordt uitgegeven als aandenken na het overlijden van een dierbare. Het vindt zijn oorsprong binnen de Katholieke Kerk.

## Huidig gebruik
De laatste decennia heeft het uitreiken van een gedachtenisprentje bij een uitvaart ook ingang gevonden bij niet-katholieke uitvaarten. Men is geheel vrij in de keuze van een afbeelding en de tekst. De bidprentjes worden tijdens of aan het einde van de uitvaart aan de aanwezigen uitgedeeld, of deze worden later toegestuurd.
Een veelvoorkomend formaat voor bidprentjes is het A7-formaat, een formaat dat hiervoor zeer lang de standaard was. De oudste bidprentjes hebben enkel een voor- en achterzijde. Later werd een dubbelgevouwen A6-formaat gebruikt, waarbij de afbeelding aan de buitenkant stond en de gebedstekst binnenin. Afwijkende formaten (bijvoorbeeld vierkant 10 × 10 cm) behoren ook tot de mogelijkheden.

## Katholieke traditie

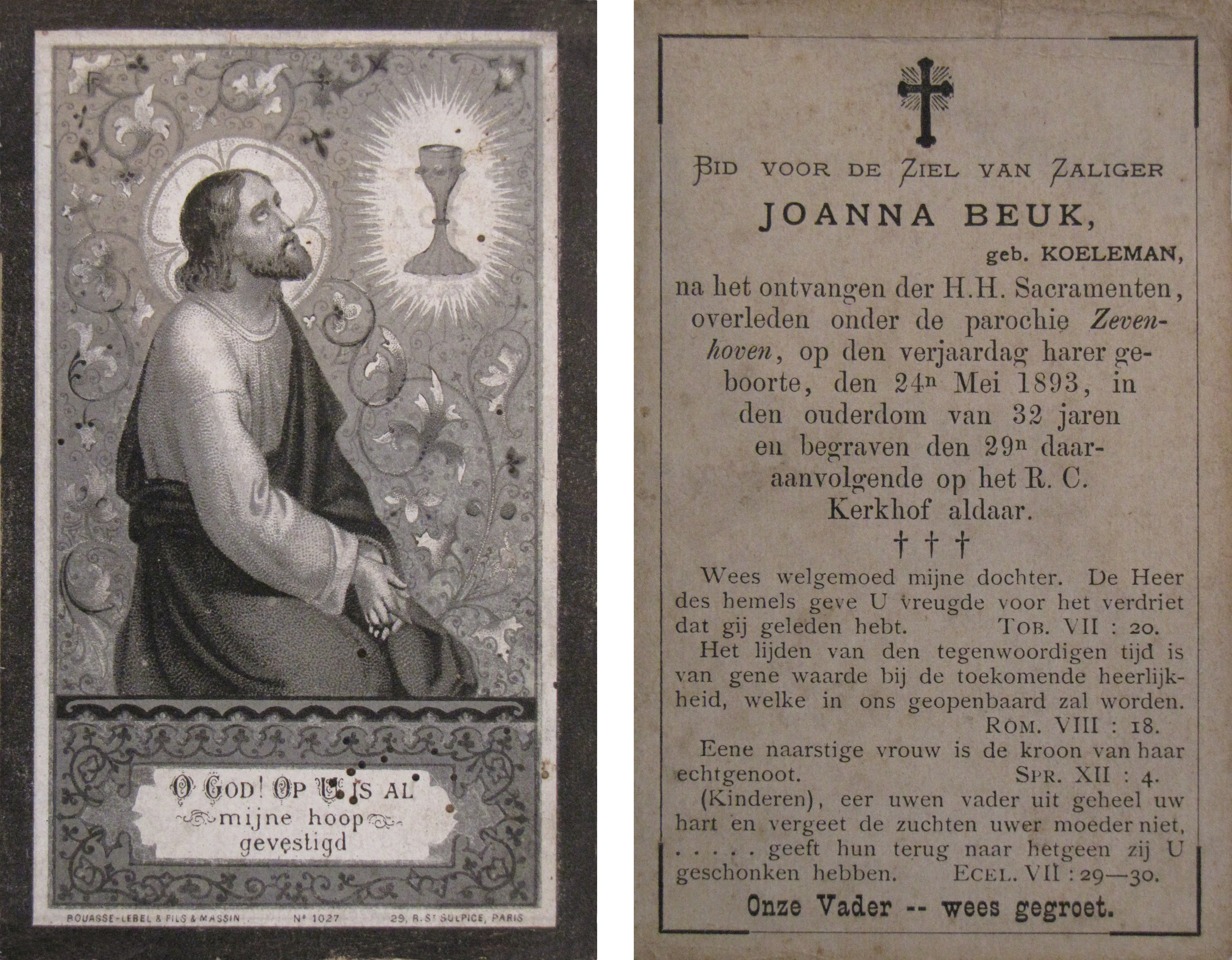
Voor- en achterzijde van een Nederlands bidprentje uit 1893.

Behalve als herinnering aan een overledene werden bidprentjes ook uitgegeven bij sacramenten zoals doopsel, eerste communie, vormsel, huwelijk en priesterschap. Deze prentjes zijn voorzien van een religieuze afbeelding, vaak een heilige, en er staat op voor- of achterzijde meestal ook een gebed. Indien het wordt uitgegeven naar aanleiding van een overlijden worden de naam, titel, geboorte- en sterfdag van de overledene vermeld. Deze bidprentjes hadden tot doel om in een missaal te worden gestoken, zodat men tijdens een Mis al eens kan bladeren en zo deze personen in herinnering roepen. Zo komt het vaak voor dat deze bidprentjes langer bewaard werden dan doodsbrieven. Ze zijn dan ook een goede vertrekbasis bij het opstellen van een stamboom, maar de informatie moet met enige omzichtigheid gebruikt worden omdat er nogal eens fouten of onnauwkeurigheden (bv. in de naam van een persoon) voorkomen.
Bidprentjes maken vaak onderwerp uit van ware verzamelwoede. In Vlaanderen werd de collectie van pastoor Leopold Slosse die om en nabij het miljoen bidprentjes bedraagt, aangekocht door de stad Kortrijk. Deze collectie kan geraadpleegd worden in het Stadsarchief van Kortrijk.

## Referentielijst
1. ↑  Dracht, Iris, Ontwikkelingen in stijl en gebruik van bidprentjes. Brabants Erfgoed (2 december 2020). Geraadpleegd op 11 januari 2021.
2. ↑  Dracht, Iris, Bidprentjes. Brabants Erfgoed (7 december 2020). Geraadpleegd op 11 januari 2021.